# Benjamin Melink
Benjamin Melink (Tolmino, 15 novembre 1982) è un ex giocatore di calcio a 5 sloveno.

## Carriera

### Club
Difensore dotato di una discreta propensione offensiva, Melink ha giocato per un decennio nel Puntar, sommando 220 presenze e oltre cento reti, e vincendo due campionati, tre coppe e due supercoppe di Slovenia. Nel 2013, dopo un provino con il PesaroFano, si accorda con l'Adriatica Monfalcone, con cui vince immediatamente il campionato di Serie C1 del Friuli-Venezia Giulia.

### Nazionale
Tra il 2003 e il 2015, Melink ha disputato 124 partite e realizzato 35 reti con la nazionale slovena. Ha partecipato a tre campionati europei.

## Palmarès
- Campionato sloveno: 2:

Puntar: 2006-07, 2008-09
- Coppa di Slovenia: 3

Puntar: 2003-04, 2006-07, 2007-08
- Supercoppa di Slovenia: 2

Puntar: 2008, 2009